# LYOKI
LYOKI（リョーキ、1976年2月9日 - ）は、フランスリール出身のジュエリーデザイナー、ファッション・デザイナー、シンガーソングライター。本名、LYOKI NAPATOR（リョーキ・ナパトール）。ナパトール・ブリゲードCEO、タイクーンモデルエージェンシー所属のファッションモデル、映画俳優。

## 人物
1994年よりパンク・ロックバンドSCAPEGOAT（スケープゴート）結成し、ギターボーカルを担当。2000年に解散。
2004年よりオルタナティヴ・ロックバンド *TRIOL（トリオール）結成し、ボーカルとリードギターを担当。MOTORHEADのLEMMY、セルジュ・ゲンスブールとメガデスのデイヴ・ムステインそしてAC/DCのリード・ギタリストアンガス・ヤングを尊敬していると公言している。
2011年より俳優浅野忠信とバンドR（アール）を結成。現在LINK 13*ギター・ボーカルを担当。
日本とフランスのハーフ。
1990年にファッションモデルとしてデビューをし、1993年NB-Recordsよりインディーズ・デビュー。
ジュエリーデザイナー、アパレルデザイナー、モデル、ギタリスト、ボーカリスト&ソング・ライターとして知られる。
妻はアパレルブランドLIMI feuのデザイナーの山本里美。

## 来歴
- 1989年：兄弟3人でバンドRansackerを組み、ベースを担当する。
- 1990年：モデルデビューする。
- 1993年：ソロデビュー“Bordel Angels”インディーズ・デビュー。
  - ギター・ボーカルに転向。
  - 「Bordel Angels」(7inch EP)/1993.
- 1994年：新バンドSCAPEGOAT結成する、メンバーは元C.O.P.のドラムとBarebonesのベース。
  - タイクーンモデルエージェンシーに所属する
- 1995年：SCAPEGOAT新メンバー大柴裕介をリード・ギター、ベースも交代。
  - SCAPEGOATファーストアルバムリリース。『Scapegoat』(Great Escape.inc)。
- 1996年：ファースト・シングル&Vinyl「DIRECTOS」リリース。全国ツアー。
- シルバージュエリーブランドNAPATOR BRIGADE立ち上げる。
- 1997年：SCAPEGOATセカンド・アルバム『...ne reviens pas』(Great Escape.inc) リリース。全国ツアー。
  - ROTARコンピレーション参加曲：revenge他。
  - OLD BLOOD BIG TIMESコンピレーション参加曲：MOSH他。
  - WARPツアー参加[1]。
- 1998年：バンド“Seagull screaming kiss her kiss her”作曲、レコーディング参加する[2]。
  - ROTAR2コンピレーション参加曲：Rock'n'roll night fever他。
- 1999年：SCAPEGOATサードアルバム『Teenage Horror』リリース。
  - SCAPEGOAT解散。
  - アパレルブランドNAPATORを立ち上げる。
- 2000年：バンドNAPATOR and the BRIGADEを結成。
  - MTV unpluggedライブ。
- 2001年：Scream of the Presidents結成。元SOBUTのギターMOTOと元ASSFORTのドラムMASATOで結成。
- 2004年：TRIOL結成。モデルのJUNとプロ・スケートボーダーのShounsk8で結成。
  - アメリカのバンドニルヴァーナの製作スタッフにレコーディングに招待される。
- 2005年：TRIOLファースト・アルバム『My Distortion』リリース。
- 2006年：The Tipsies結成、ASSFORTのドラムMASATOとSOLTのベースHIROMIの三人バンド。
  - （米）“Avril Lavigneトリビュートアルバム”参加曲：he wasn't..
  - “69TRIBE コンピレーションアルバム”参加曲："Give a rat to the cats"
- 2007年：TRIOL新曲発表
  - 『DCT RECORDS PIZZA』 コンピレーション参加曲："PHONE CALL".
  - バンドJOUJOUKAのメイン・ボーカルとなる[3]
- 2008年：TRIOLマキシ・シングル『one more pastaga』限定100枚リリース。
- 2009年：映画ISAMU KATAYAMA ARTISANAL LIFEオープニングテーマ曲サウンド・トラックaudio2audioとして製作
- 2010年：映画EXILE PRIDEテーマ曲audio2audioとして製作する。
- 2011年：役者浅野忠信とパンクバンド『R』結成。
- 2012年：難波章浩-AKIHIRO NAMBA- (Hi-standard) 新ギタリストとして加入。（2013年に脱退）
- 2013年：「R」ファーストアルバム (Chaos and Anarchy)からリリース。
- 2015年：「R」セカンドアルバム (Chaos and Anarchy)からリリース。
- 2015年：バンドRADIOTSギター脱退の為サポートギターを務める。
- 2016年：単発バンドLes Redoubleurs結成。
- 2017年：バンドLINK 13ボーカル・ギターを務める。

## 出演

### 雑誌
- ローリングストーン
- MR.high-fashion
- MEN'S NON-NO
- POPEYE
- TOKION
- mens FUDGE
- smart
- smartMAX
- Heart
- MEN'S CLUB
- HDP
- relax
- Cover magazine
- BOON
- FINEBOYS
- ストリートジャック
- GET ON!
- SENSE
- Samurai magazine
- WARP
- SPA！
- street jack
- olive
- GINZA
- SEDA
- RUDO
- SENSE
- Rudo
- Lightning
- Street biker
- Slash cut

...etc.

### Still
- JT [SEVEN STAR]
- LANCASTER
- FRED PERRY
- MILK BOY
- ROEN
- LEVI'S
- 資生堂 [WALKER]
- 丸井 [MEN'S Voi]
- SONY [walkman]
- changing time
- DITA Legends

...etc.

### CM
- docomo [東海]
- ボーダフォン [写メール]
- エースコック [スーパーカップ]
- willcom
- コンバース [ALL STAR]
- 大塚製薬 [ファイブミニ] （web short movie）
- ※UT コマーシャル曲制作

...etc.

### VP
- デビロック

...etc.

### Show
- NUMBER(N)INE
- ROEN（東京 / ミラノ）
- LAD MUSICIAN
- MILK BOY
- SHINYA NOMOTO
- COMME CA COLLECTION
- ALFRED BANNISTER
- ISAMU KATAYAMA BACKLASH
- パリコレクション

...etc.

## その他
プロモーションビデオ：ハウンドドッグ(1991) , SCAPEGOAT(Revenge , ...Ne reviens pas) , SOBUT ( sobut we go ) , TRIOL (Make a new trick , Give A Rat To The Cats), LISA (LEAVE)AVEX
...etc.

## 他のメディア

### ラジオ
- 渋谷FM“シブライ
- inter-FM
- KYOTO-FM
- TOKYO-FM

...etc.

### テレビ
- ELVIS69
- TRIBE
- MTV JAPAN
- VIBES
- M'ON TV
- SPACE SHOWER TV

...etc.

### アルバム
- Bordel Angels (Frobenus Medius)
- Scapegoat (scapegoat)
- Scapegoat (Directos)
- Scapegoat (Ne reviens pas...)
- scapegoat  (old blood big times)
- scapegoat (rotar we go 1)
- scapegoat  (rotar we go 2)
- Scapegoat (the story of teenage horror)
- seagull screaming kiss her kiss her(journey)
- Triol  (my distortion)
- scream of the presidents(scream)
- Tipsies (avril lavigne tribute)
- Triol (record pizza)
- Triol (69 tribe)
- FPM "Whatever others say"
- NAMBA "Wake up!!!"
- R "R"
- R "2nd"